# Episodi di Doctor Who (serie televisiva 1963) (venticinquesima stagione)
Questa voce contiene l'elenco dei 14 episodi della venticinquesima stagione della serie TV Doctor Who, interpretata da Sylvester McCoy nel ruolo del Settimo Dottore.
Gli episodi di questa stagione sono andati in onda nel Regno Unito dal 5 ottobre 1988 al 4 gennaio 1989 e sono del tutto inediti in Italia. Come per tutte le stagioni della serie classica, gli episodi vengono suddivisi in "macrostorie" (in inglese, serial) con una propria continuità narrativa e un proprio titolo, qui indicato nella colonna "Titolo serial" della tabella.
| nº | Titolo originale                    | Titolo italiano | Prima TV UK      | Prima TV Italia | Titolo serial                   |
| -- | ----------------------------------- | --------------- | ---------------- | --------------- | ------------------------------- |
| 1  | Remembrance of the Daleks I         |                 | 5 ottobre 1988   |                 | Remembrance of the Daleks       |
| 2  | Remembrance of the Daleks II        |                 | 12 ottobre 1988  |                 | Remembrance of the Daleks       |
| 3  | Remembrance of the Daleks III       |                 | 19 ottobre 1988  |                 | Remembrance of the Daleks       |
| 4  | Remembrance of the Daleks IV        |                 | 26 ottobre 1988  |                 | Remembrance of the Daleks       |
| 5  | The Happiness Patrol I              |                 | 2 novembre 1988  |                 | The Happiness Patrol            |
| 6  | The Happiness Patrol II             |                 | 9 novembre 1988  |                 | The Happiness Patrol            |
| 7  | The Happiness Patrol III            |                 | 16 novembre 1988 |                 | The Happiness Patrol            |
| 8  | Silver Nemesis I                    |                 | 23 novembre 1988 |                 | Silver Nemesis                  |
| 9  | Silver Nemesis II                   |                 | 30 novembre 1988 |                 | Silver Nemesis                  |
| 10 | Silver Nemesis III                  |                 | 7 dicembre 1988  |                 | Silver Nemesis                  |
| 11 | The Greatest Show in the Galaxy I   |                 | 14 dicembre 1988 |                 | The Greatest Show in the Galaxy |
| 12 | The Greatest Show in the Galaxy II  |                 | 21 dicembre 1988 |                 | The Greatest Show in the Galaxy |
| 13 | The Greatest Show in the Galaxy III |                 | 28 dicembre 1988 |                 | The Greatest Show in the Galaxy |
| 14 | The Greatest Show in the Galaxy IV  |                 | 4 gennaio 1989   |                 | The Greatest Show in the Galaxy |

## Remembrance of the Daleks
- Diretto da: Andrew Morgan
- Scritto da: Ben Aaronovitch
- Dottore: Settimo Dottore (Sylvester McCoy)
- Compagni di viaggio: Ace (Sophie Aldred)

### Trama
Due fazioni di Dalek arrivano sulla Terra del 1963 attraverso un corridoio spazio-temporale. Sono in cerca della "mano di Omega", un potente ed antico congegno manipolatore stellare Gallifreyano nascosto dal Dottore in uno dei suoi precedenti viaggi insieme a Ian e Barbara. Il Dottore ed Ace vengono assistiti dall'esercito britannico nel tentativo di sconfiggere le fazioni dei Dalek.

## The Happiness Patrol
- Diretto da: Chris Clough
- Scritto da: Graeme Curry
- Dottore: Settimo Dottore (Sylvester McCoy)
- Compagni di viaggio: Ace (Sophie Aldred)

### Trama
Terra Alpha è sotto il pugno di ferro di Helen A e del suo esecutore, un robot sadico fatto di dolci chiamato Kandy Man. La gioia è obbligatoria e perpetua su Terra Alpha, perché essere infelici attira l'ira della polizia di Helen A, la "Happiness Patrol" (it: La pattuglia della felicità"). Alleandosi con i nativi oppressi di Terra Alpha, un'ex agente della pattuglia Happiness di nome Susan Q e il musicista blues Earl Sigma, insieme al Dottore e a Ace devono porre fine al regno di terrore di Helen A.

## Silver Nemesis
- Diretto da: Chris Clough
- Scritto da: Kevin Clarke
- Dottore: Settimo Dottore (Sylvester McCoy)
- Compagni di viaggio: Ace (Sophie Aldred)

### Trama
Nell'anno 1638, il Dottore manda in orbita intorno alla Terra una statua di nome Nemesis. Essa è costituita dal mortale validium vivente, che servì Gallifrey come sua ultima linea di difesa. Nel 1988, l'orbita della statua di Nemesis decade, ritorna sulla Terra, ed è ricercata sul pianeta da tre fazioni: i Cybermen, un neonazista di nome De Flores, e la pazza viaggiatrice del tempo Lady Peinforte, quest'ultima, entra quasi in possesso della statua nel 1738 e viene a conoscenza dei segreti più oscuri del passato del Dottore.

## The Greatest Show in the Galaxy
- Diretto da: Alan Wareing
- Scritto da: Stephen Wyatt
- Dottore: Settimo Dottore (Sylvester McCoy)
- Compagni di viaggio: Ace (Sophie Aldred)

### Trama
Nonostante le proteste di Ace che odia i clown, il Dottore porta il TARDIS a Segonax per vedere il famoso "Circo Psichico". Ma lì scoprono che il sedicente "più grande show della galassia" è diventato qualcosa di sinistro: il suo fondatore, Kingpin, è scomparso; l'insignificante clown capo si scontra violentemente con chiunque tenti di fuggire; e le future stelle del circo devono intrattenere una famiglia enigmatica - o morire. I viaggiatori del tempo apprendono che il Circo Psichico è caduto sotto l'influenza degli dei malvagi del Ragnarǫk, e la prossima esibizione del Dottore potrebbe essere l'ultima.